# Tótszentmárton, Zala
Tótszentmárton (în croată Sumarton) este un sat în districtul Letenye, județul Zala, Ungaria, având o populație de 886 de locuitori (2011).

## Demografie
Componența etnică a satului Tótszentmárton
     Maghiari (57,31%)
     Croați (41,25%)
     Necunoscut (0,34%)
     Alții (1,1%)
Componența confesională a satului Tótszentmárton
     Romano-catolici (69,98%)
     Reformați (1,47%)
     Necunoscută (27,65%)
     Fără religie (0,9%)
Conform recensământului din 2011, satul Tótszentmárton avea 886 de locuitori. Din punct de vedere etnic, majoritatea locuitorilor (57,31%) erau maghiari, cu o minoritate de croați (41,25%). Apartenența etnică nu este cunoscută în cazul a 0,34% din locuitori.  Din punct de vedere confesional, majoritatea locuitorilor (69,98%) erau romano-catolici, cu o minoritate de reformați (1,47%). Pentru 27,65% din locuitori nu este cunoscută apartenența confesională.